# Tinca, Bihor
Tinca este satul de reședință al comunei cu același nume din județul Bihor, Crișana, România.
Stațiune balneoclimaterică cu ape bicarbonatate, magnezice, sodice, slab carbonatate, recomandate în tratamentul afecțiunilor tubului digestiv și glandelor anexe.